# Evans Blue
Evans Blue ist eine kanadische Rockband aus Ontario.

## Bandgeschichte
Evans Blue entstand Anfang 2005. Die fünf Musiker lernten sich über eine Nachrichtenbörse kennen, über die sie kurz danach auch einen Produzenten für ihr erstes Album fanden. Die Arbeiten an ihrem Debütalbum, das in The Pocket Studios in Toronto aufgenommen wurde, wurden im November 2005 abgeschlossen. Im Februar 2006 wurde „The Melody and the Energetic Nature of Volume“ über Hollywood Records, einem Label der Disney Music Group, veröffentlicht.
Im März 2006 ging die Band gemeinsam mit Taproot auf ihre erste US-Tour. Seither haben sie auch Konzerte mit Staind, Alice in Chains, Three Days Grace, Flyleaf und Breaking Benjamin durchgeführt. Ebenfalls im März 2006 verließ Schlagzeuger Darryl Brown die Band und wurde durch Danny D aus Boston ersetzt.
Nach sieben Monaten auf Tour begannen sie mit der Arbeit an einem neuen Album. Auch Danny D verließ die Band. An seiner Stelle übernahm Davis H das Schlagzeug. Im März 2007 wurde Evans Blue für einen Juno Award in der Kategorie „New Group Of The Year“ nominiert. Wenige Wochen später, am 21. Mai 2007, erschien die Single „The Pursuit“, die vorab aus dem neuen Album „The Pursuit Begins When This Portrayal of Life Ends“ ausgekoppelt wurde. Die Veröffentlichung des Albums war am 24. Juli 2007.
Am 28. Juli 2008 wurde Kevin Matisyn per Abstimmung aus der Band geworfen. Aufgrund von musikalischen Differenzen aber vor allem wegen schlechter Entscheidungen für die Band, die Kevin getroffen hätte, musste sich Evans Blue von ihm trennen, so Parker Lauzon. Kevin Matisyn widerspricht dieser Behauptung in seinem Blog. Sein Nachfolger wurde im Februar 2009 Dan Chandler. Kevin Matisyn ist nun Sänger der Band Parabelle.
Nach Jahren der Pause haben Evans Blue im Herbst 2024 für "Welcome to Rockville 2025" ihr Comeback bekannt gegeben. Der Auftritt erfolgte am 15. Mai 2025.

## Diskografie

### Alben
- 2006: The Melody and the Energetic Nature of Volume
- 2007: The Pursuit Begins When This Portrayal of Life Ends
- 2009: Evans Blue
- 2012: Graveyard of Empires
- 2016: Letters from the Dead

### Singles
- 2006: Cold (But I'm Still Here)
- 2006: Over
- 2006: Beg
- 2007: The Pursuit
- 2007: Shine Your Cadillac
- 2009: Sick of It
- 2009: Bulletproof
- 2010: Erase My Scars
- 2011: Say It
- 2011: This Time It’s Different
- 2011: Halo
- 2016: iGod

### Videoalben
- 2007: The Unplugged Melody